# Abdul Rahman bin Faisal Al Saud

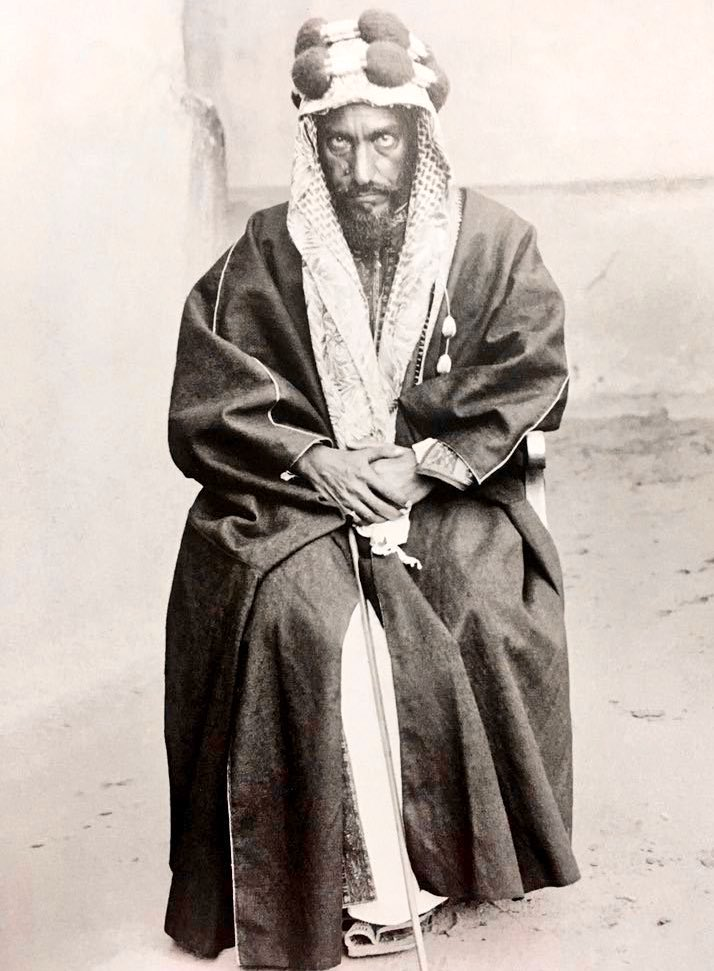
Abdul Rahman bin Faisal

Abdul Rahman bin Faisal bin Turki Al Saud (arabisch عبد الرحمن بن فيصل بن تركي آل سعود, DMG ʿAbd ar-Raḥmān b. Faiṣal b. Turkī Āl Saʿūd, * 1850; † 1928) war ein Imam der Wahhabiten (1889–1891 und 1902–1928) und zählt zur Dynastie der Saud.
Abdul Rahman war ein Bruder von Abdallah III. ibn Faisal, der seit 1865 als Imam sowohl religiöser als auch weltlicher Herrscher der Wahhabiten war.

## Leben
Abdul Rahmans Vater, Faisal ibn Turki, war wie er später als Imam und Emir Herrscher über den zweiten Saudi-Staat. Seine Mutter war Sara bint Mishari, die aus dem Mishari-Zweig der Saudi-Dynastie stammt.
1871 gelang es seinem Bruder Saud II. ibn Faisal, die Macht zu ergreifen. Abdul Rahman floh mit seinem Vater aus dem Nadschd. Von seinem Vater zu den osmanischen Statthaltern im Irak entsandt, erreichte er deren Intervention in al-Hasa. Als die Osmanen ihre Herrschaft nun in al-Hasa errichteten (1872) versuchte Abdul Rahman diese durch einen Aufstand in Hofuf zu vertreiben, dieser scheiterte jedoch, so dass er wieder fliehen musste.
Es folgte ein Bürgerkrieg zwischen den Brüdern. Als Saud II. 1873 an Verwundungen, die er sich bei einem Feldzug zugezogen hatte, gestorben war, verhalf Abdul Rahman seinem Bruder Abdallah wieder zur Herrschaft als Imam im Nadschd. Als der Vater 1889 starb, wurde er dessen Nachfolger, nachdem sein Bruder Muhammad auf die Thronfolge verzichtet hatte.
Allerdings konnte er nicht die Anerkennung von Muhammad ar-Raschid (1869–1897), dem Führer der Schammar erreichen. Dieser besetzte 1891 Riad und zwang Abdul Rahman mit seiner Familie zur Flucht nach Kuwait.
1902 gelang seinem Sohn Abd al-Aziz ibn Saud (1880–1953) durch einen Handstreich die Eroberung des Fort Masmak in Riad und die Neubegründung des Saudreichs im Nadschd. Abd al-Aziz erkannte seinen Vater wieder als Imam der Wahhabiten an, wofür ihm Abdul Rahman bei der Regierung freie Hand ließ. Abd al-Aziz gelang in der Folgezeit die Vereinigung des Nadschd und die Gründung des Königreichs Saudi-Arabien.

## Familie

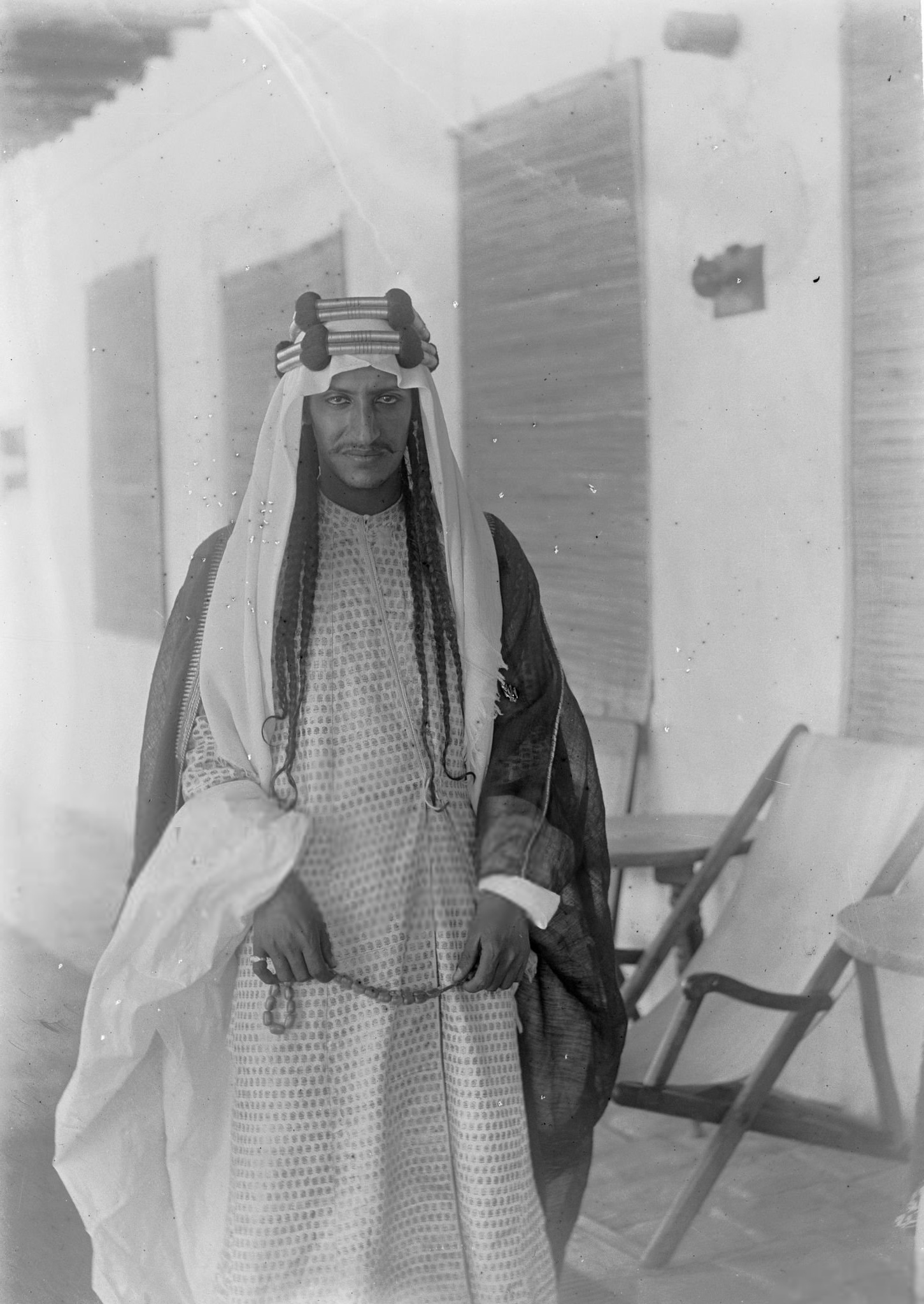
Sein früh verstorbener Sohn Saad (I)

Abdul Rahman war mit mindestens neun Frauen verheiratet und Vater von 15 Söhnen und 14 Töchtern.
Sein Sohn Abdulaziz (1875–1953), war der erste König Saudi-Arabiens. König Salman ist Abdul Rahmans Enkel. Die Mutter von Abdulaziz war Sara bint Ahmed Al Sudairi.
Ein anderer Sohn, Mohammed (1877–1943), war zuerst Unterstützer und später Gegner seines Halbbruders König Abdulaziz, da er seinen eigenen Sohn Khalid als Nachfolger auf dem saudischen Thron sehen wollte, während Abdulaziz seine eigenen Söhne bevorzugte.
Sein Sohn Saad (I) (* 1890–1915) war der einzige Vollbruder von König Abdulaziz und Vater des ehemaligen Gouverneurs der Provinz Asir Fahd bin Saad. Saads Enkel Bandar bin Saud, ein Neffe von Fahd, war Opfer des Swissair-Flugs 111. Saad ist nicht mit seinem jüngeren und gleichnamigen Halbbruder Saad (II) zu verwechseln, der erst nach seinem Tod geboren wurde und dieselbe Mutter wie Musaid hat.
Ein jüngerer Sohn, Musaid (1922–1986), war Innen- und Finanzminister Saudi-Arabiens.